# 루퍼트 샌더스

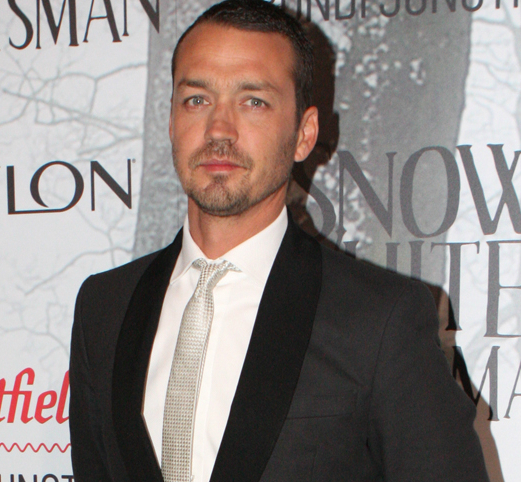
루퍼트 샌더스

루퍼트 샌더스(영어: Rupert Sanders, 1971년 1월 15일 ~ )는 잉글랜드의 영화 감독이다. 스노우 화이트 앤 더 헌츠맨을 감독하였다. 하지만 이 영화에서 크리스틴 스튜어트와의 불륜관계가 드러나게되고 이혼을 하게 된다.

## 연출 작품
- 스노우 화이트 앤 더 헌츠맨(2012)
- 공각기동대: 고스트 인 더 쉘(2017)